# Parafia św. Stanisława Biskupa w Wielkiej Rzeszy
Parafia św. Stanisława Biskupa w Wielkiej Rzeszy – parafia rzymskokatolicka administracyjnie należąca do dekanatu kalwaryjskiego archidiecezji wileńskiej.